# Campionato sudafricano di Formula 1 1967
La stagione 1967 del Campionato sudafricano di Formula 1 fu l'ottava della serie. Partì il 7 gennaio e terminò  il 3 dicembre, dopo 11 gare. Il campionato venne vinto da John Love che utilizzò sia una Cooper-Coventry Climax che una Brabham-Repco.

## La pre-stagione

### Il calendario
| Gara | Gran Premio                | Circuito                                       | Giri  | Lunghezza           | Data        | Note                                              |
| ---- | -------------------------- | ---------------------------------------------- | ----- | ------------------- | ----------- | ------------------------------------------------- |
| 1    | Cape South Easter Trophy   | Killarney Motor Racing Complex, Città del Capo | 25+25 | 50x3,267=163,400 km | 7 gennaio   | Gara disputata su due manche da 25 giri ciascuna  |
| 2    | Rand Autumn Trophy         | Circuito di Kyalami                            | 40    | 40x4,094=163,76 km  | 4 marzo     |                                                   |
| 3    | Coronation 100             | Circuito di Roy Hesketh, Pietermaritzburg      | 55    | 55x2,901=159,555 km | 27 marzo    |                                                   |
| 4    | Killarney Grand Prix       | Killarney Motor Racing Complex, Città del Capo | 25+25 | 50x3,267=163,400 km | 8 aprile    | Gara disputata su due manche da 25 giri ciascuna  |
| 5    | Bulawayo 100               | Circuito di Kumalo                             | 50    | 50x3,315=165,75 km  | 7 maggio    |                                                   |
| 6    | Natal Winter Trophy        | Circuito di Roy Hesketh, Pietermaritzburg      | 60    | 60x2,901=174,06 km  | 9 luglio    |                                                   |
| 7    | Governor General Cup       | Circuito di Lorenço Marques                    | 14    | 14x3,315=46,41 km   | 23 luglio   |                                                   |
| 8    | Van Ribbeck Trophy         | Killarney Motor Racing Complex, Città del Capo | 25+25 | 50x3,267=163,400 km | 9 settembre | Gara disputata su due manche da 25 giri ciascuna  |
| 9    | Rand Spring Trophy         | Circuito di Kyalami                            | 40    | 40x4,094=163,76 km  | 7 ottobre   |                                                   |
| 10   | Pat Fairfield Trophy       | Circuito di Roy Hesketh, Pietermaritzburg      | 33+33 | 66x2,901=191,466 km | 22 ottobre  | Gara disputata su due manche da 33 giri ciascuna. |
| 11   | Gran Premio della Rhodesia | Circuito di Kumalo                             | 50    | 50x3,315=165,75 km  | 3 dicembre  |                                                   |

## Risultati e classifiche

### Risultati
| Gara | Circuito        | Pole Position | GPV           | Vincitore     | Vettura                 |
| ---- | --------------- | ------------- | ------------- | ------------- | ----------------------- |
| 1    | Killarney       | Dave Charlton | John Love     | John Love     | Cooper-Coventry Climax  |
| 2    | Kyalami         | John Love     | Dave Charlton | Dave Charlton | Brabham-Coventry Climax |
| 3    | Roy Hesketh     | Dave Charlton | Dave Charlton | John Love     | Cooper-Coventry Climax  |
| 4    | Killarney       | Sam Tingle    |               | Sam Tingle    | LDS-Coventry Climax     |
| 5    | Kumalo          |               |               | John Love     | Cooper-Coventry Climax  |
| 6    | Roy Hesketh     | John Love     | John Love     | John Love     | Brabham-Repco           |
| 7    | Lorenço Marques |               | John Love     | John Love     | Brabham-Repco           |
| 8    | Killarney       |               |               | John Love     | Brabham-Repco           |
| 9    | Kyalami         | Dave Charlton |               | Dave Charlton | Brabham-Repco           |
| 10   | Roy Hesketh     |               |               | John Love     | Brabham-Repco           |
| 11   | Kumalo          |               |               | John Love     | Brabham-Repco           |

### Classifica Piloti
Vengono assegnati punti secondo lo schema seguente:
| Punti | 9 | 6 | 4 | 3 | 2 | 1 |

| Pos | Pilota              | CSE | RAT | COR | KIL | BUL | NWT | GGC | VRT | RST | PFT | RHO | Punti |
| --- | ------------------- | --- | --- | --- | --- | --- | --- | --- | --- | --- | --- | --- | ----- |
| 1   | John Love           | 1   | 2   | 1   |     | 1   | 1   | 1   | 1   | 3   | 1   | 1   | 82    |
| 2   | Sam Tingle          | 3   | 4   | 2   | 1   | 3   | 2   | 2   | 2   | 2   | Rit | Rit | 50    |
| 3   | Dave Charlton       | Rit | 1   | Rit |     | 2   | 3*  | Rit |     | 1   | NP  | 2   | 34    |
| 4   | Tony Jeffries       |     | 5   | 4   | 3   | 5   |     | 5   | 3   | 4   | 2   |     | 26    |
| 5   | Jackie Pretorius    | 4   | 6   | 3   | 2   | 4   | NC  | 3   | Rit | NC  |     | 3   | 25    |
| 6   | Clive Puzey         |     | 7   | Rit | 4   |     | Rit | 7   | 8   | 5   | 3   | 4   | 12    |
| 7   | Leo Dave            | 6   | Rit | 5   | 5   | 7   | Rit | 8   | 5   | NC  | 6   | 6   | 9     |
| 8   | Bob Anderson        | 2   |     |     |     |     |     |     |     |     |     |     | 6     |
| 9   | Luki Botha          | 7   | 3   | Rit | SQ  | Rit |     | Rit |     |     |     |     | 4     |
| 10  | Trevor Blokdyk      | 5   | 10  |     |     |     |     |     |     |     |     | 5   | 4     |
| 11  | Leo van Popering    |     |     |     |     | Rit | Rit | 9   | 7   | Rit | 4   |     | 3     |
| 11  | John McNicol        | Rit | NP  | 7   |     |     | NC  | 11  | 4   | Rit | Rit |     | 3     |
| 11  | Gordon Littleford   |     |     |     |     |     |     | 4   |     |     |     |     | 3     |
| 14  | George van Straaten |     |     |     |     |     |     |     | 9   | Rit | 5   |     | 2     |
| 15  | Joe Domingo         |     |     |     |     | 6   |     | 6   |     |     |     | 7   | 2     |
| 15  | Chris Ward          | 8   | 8   | 8   | 6   | 8   | Rit |     | 6   | Rit | 8   | Rit | 2     |
| 17  | Rauten Hartmann     |     | 9   | 6   | 7   |     | NC  | 10  |     | Rit | 7   |     | 1     |
| 18  | Peter Parnell       |     |     |     |     |     |     |     |     |     |     | 8   | 0     |
|     | Peter Gaylord       | NC  |     |     |     |     |     |     |     |     |     |     | -     |
|     | Bob Schroeder       |     |     |     |     |     | NP  |     |     | NC  | NC  |     | -     |
|     | Peter de Klerk      | Rit |     |     |     |     |     |     |     |     |     |     | -     |
|     | Gert Coetzer        |     | Rit |     |     |     |     |     |     |     |     |     | -     |
|     | Dave Clapham        |     |     |     |     | Rit | NP  |     |     |     |     |     | -     |
|     | Mike Wesson         |     |     |     |     | Rit |     |     |     |     |     |     | -     |
|     | Paul Hawkins        |     |     |     |     |     |     |     |     |     |     | Rit | -     |
|     | Keith Probert       |     |     |     |     |     |     |     |     |     |     | Rit | -     |
|     | Alan Kirstein       |     |     |     |     |     |     |     |     | NP  |     |     | -     |
| Pos | Pilota              | CSE | RAT | COR | KIL | BUL | NWT | GGC | VRT | RST | PFT | RHO | Punti |

| Colore  | Risultati                                                         |
| ------- | ----------------------------------------------------------------- |
| Oro     | Vincitore                                                         |
| Argento | 2º posto                                                          |
| Bronzo  | 3º posto                                                          |
| Verde   | Finita, a punti                                                   |
| Blu     | Finita, senza punti Finita, non classificato (NC)                 |
| Viola   | Non finita (Rit)                                                  |
| Rosso   | Non qualificato (NQ) Non pre-qualificato (NPQ)                    |
| Nero    | Squalificato (SQ)                                                 |
| Bianco  | Non partito (NP)                                                  |
| Celeste | Disputa solo le prove (SP)                                        |
| Celeste | Iscritto alle prove libere - Terzo pilota (TP) - dal 2003 al 2006 |
| Vuoto   | Non prende parte alle prove (NPR)                                 |
| Vuoto   | Iscritto ma non presente, non arrivato (NA)                       |
| Vuoto   | Ritirato prima dell'evento (WD)                                   |
| Vuoto   | Infortunato (INF)                                                 |
| Vuoto   | Escluso (ES)                                                      |
| Vuoto   | Gara cancellata (C)                                               |